# Calliopum potanini
Calliopum potanini är en tvåvingeart som beskrevs av Leander Czerny 1935. Calliopum potanini ingår i släktet Calliopum och familjen lövflugor. Inga underarter finns listade i Catalogue of Life.